# Rola Music Fest

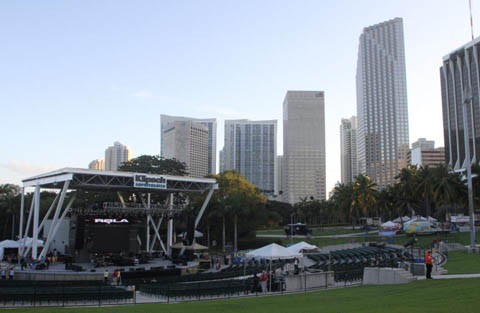
Escenario del Rola Music Fest - noviembre de 2011 - Fotografía Sergio Álvarez.

Rola Music Fest (https://web.archive.org/web/20111229034449/http://www.rolamusicfest.com/ ) es el primer festival de tres (3) días de música en español realizado en los Estados Unidos. La primera edición del festival se celebró en la ciudad de Miami, Florida, el 11, 12 y 13 de noviembre del año 2011. Fundado por Javier Maggiolo y producido por la compañía Imagine Entertainment Group. Rola Music Fest es un festival de música al aire libre, dirigido al público hispano que busca presentar a los máximos exponentes de la música en español.

## Etimología
ROLA es la abreviación de las palabras "'Rock Latino"'. La palabra ROLA en el coloquio mexicano significa "canción" y los colombianos la utilizan para denominar a las mujeres oriundas de la ciudad de Bogotá.

## Historia
El primer Rola Music Fest se celebró durante los días 11, 12 y 13 de noviembre del año 2011 en el Klipsch Ampitheater (Bayfront Park) de la ciudad de Miami. El festival junto al aval de Amnistía Internacional, busca concientizar a los participantes sobre los derechos humanos y exaltar las raíces hispanas por medio de la música.

El objetivo es instalar un festival de tres días que celebre nuestra cultura hispana, y qué mejor manera que a través de la música. Así podemos vivir en armonía, estar unidos fuera de nuestros países y tener un pedazo de nuestra cultura
Javier Maggiolo.

## Rola Music Fest 2011 Line up
Viernes 11
- Oscar d'Leon
- Willy Chirino

- Jerry Rivera

- Proyecto Uno

- Grupo Niche

Amara ''La Negra''
- Dj Willy

Sábado 12
- Jorge Gonzalez (Los Prisioneros)

Jarabe de Palo
Los Pericos
Caramelos de Cianuro
- King Changó

- Locos por Juana

- Divagash

Minimal
Estados Alterados
Social Klash
- Dj Mr. Pauer

Domingo 13
- Diego Torres
- Servando y Florentino
- Julieta Venegas
- Patafunk

Roba
- Témpano

Eduardo Osorio
- Donato Poveda
- Dj

Nayib Estefan